# Ferdinand von Westphalen
Pour les articles homonymes, voir von Westphalen.
Ferdinand Otto Wilhelm Henning von Westphalen (23 avril 1799, Lübeck - 2 juillet 1876, Berlin), est un homme politique prussien.

## Biographie
Fils de Johann Ludwig von Westphalen, il fait ses études au lycée de Salzwedel. Il étudie de 1816 à 1819 dans les universités de Halle, Göttingen et Berlin. De 1826 à 1830, il est administrateur de l'arrondissement de Bitburg, en 1830 membre du gouvernement d'Erfurt et huit ans plus tard, il est haut fonctionnaire et chef du département de l'intérieur du gouvernement à Trèves et en 1843, il est vice-président du district de Liegnitz. En 1844, il devient vice-président du gouvernement à Stettin et en 1849 président du district de Liegnitz.
Après la Révolution allemande de 1848/1849 et la mort inattendue de Frédéric-Guillaume de Brandebourg, Westphalen est nommé le 15 décembre 1850 ministre prussien de l'intérieur et ministre intérimaire des affaires agricoles à la suggestion de Leopold von Gerlach de Frédéric-Guillaume IV dans le gouvernement Manteuffel (1850-1858).
Lors de la première audience, le roi le loue comme "aussi excellent qu'il ne l'aurait pas espéré". Ferdinand von Westphalen rétablit les parlements provinciaux, abrogés en 1848, pour exercer temporairement les pouvoirs des assemblées provinciales. Il contre toutes les attaques selon lesquelles il s'agit d'une violation de la Constitution par un mémorandum daté du 16 janvier 1852, et oralement, étouffant toute autre discussion publique sur la question.
En dépit de leurs divergences politiques, il est resté en termes amiables avec le couple formé par le mariage de sa demi-sœur Jenny von Westphalen avec Karl Marx.
Conformément à sa "demande répétée", Westphalen est libéré de son poste de ministre de l'Intérieur par le décret suprême de 7 octobre 1858 , tout en conservant le titre et le rang de ministre d'État et en percevant sa pension légale.
Ferdinand von Westphalen décède en 1876 à l'âge de 77 ans à Berlin et est enterré dans l'ancien cimetière Saint-Matthieu à Schöneberg  La tombe n'est pas préservée.

## Jugements sur Ferdinand von Westphalen
Oskar Meding commente à son sujet: «Personnellement très honorable, mais politiquement complètement rétrograde».
Karl Marx le qualifie d'aristocrate exemplaire dans une lettre à Arnold Ruge en 1842 (via Bruno Bauer): « Comme j'apprends ici de mon futur beau-frère, un aristocrate comme il faut, on est plus en colère à Berlin à propos de la bonne foi. »
Hajo Holborn, un historien ayant une expérience de travail pour le Bureau des services stratégiques, pensait que Ferdinand von Westphalen est le principal conspirateur de toute la camarilla du gouvernement prussien. Son réseau d'espionnage surveille les amis et les ennemis, même le prince Guillaume, l'héritier prussien du trône, lorsqu'il critique la guerre de Crimée .

## Travaux
- Philipp von Westphalen: Geschichte der Feldzüge Herzog Ferdinands von Braunschweig-Lüneburg, hrsg. von Ferdinand von Westphalen. 6 Bände. Decker, Berlin 1859–1872 (Digitalisat: Band 1, Band 2, Band 3, Band 4, Band 5, Band 6)
- Westphalen, der Secretär des Herzogs Ferdinand von Braunschweig-Lüneburg. Decker, Berlin 1866 Digitalisat